# Tia Ciata
Hilária Batista de Almeida, conhecida como Tia Ciata (Santo Amaro da Purificação, 13 de janeiro de 1854 – Rio de Janeiro, 10 de abril de 1924) foi uma sambista, mãe de santo brasileira e curandeira, considerada por muitos como uma das figuras mais influentes para o surgimento do samba carioca. Foi iniciada no candomblé em Salvador por Bamboxê Obiticô e era filha de Oxum.
No Rio de Janeiro, era iaquequerê na casa de João Alabá. Também ficou marcada como uma das principais animadoras da cultura afro-brasileira, sobretudo na região central carioca. Em sua casa na Praça Onze, onde os sambistas se reuniam, foi criado o primeiro samba gravado em disco.
Tia Ciata se tornou a grande dama das comunidades negras no Brasil pós-abolição e uma das principais incentivadoras do samba depois de abrir as portas de sua casa para reuniões de sambistas pioneiros quando a prática ainda era proibida por lei.

## Biografia
Aos 16 anos, apesar da juventude, já participava da fundação da Irmandade da Boa Morte em Cachoeira, município do Recôncavo Baiano.
Aos 22 anos, ela se mudou para a cidade do Rio de Janeiro, no êxodo que ficou conhecido como diáspora baiana (a migração de baianos para outras partes do Brasil e do mundo, que ocorreu principalmente durante o século XX). Com essa idade, levou o samba de roda para o Rio de Janeiro.
Foi a mais famosa das tias baianas (na maioria ialorixás do Candomblé que deixaram Salvador e foram ao Rio de Janeiro por causa das perseguições policiais) do início do século. 
Casou-se algum tempo depois com João Baptista da Silva, funcionário público, com quem teve 14 filhos, relacionamento que foi fundamental para a sua afirmação na Pequena África, como era conhecida a área da Praça Onze nesta época.
Ciata teve de trabalhar como quituteira para ajudar em casa e sustentar os filhos. Paramentada com turbantes na cabeça e volumosos vestidos brancos, foi uma das precursoras do movimento de tias baianas quituteiras na Cidade Maravilhosa. Através de mandingas e tabuleiros repletos de bolos, manjares e cocadas, a atuação das tias quituteiras foi fundamental para garantir a manutenção da cultura popular trazida da Bahia e dos ritos de tradição africana, além do sustento de suas famílias.

## Samba
Com uma culinária exímia e círculos sociais impulsionados por efusivas expressões musicais, a residência de Ciata, situada na antiga Rua Visconde de Itaúna, adjacente à Praça Onze, também reconhecida como "Pequena África", rapidamente ascendeu como um dos principais epicentros de encontros para proeminentes personalidades do samba carioca, a exemplo de Pixinguinha, Donga, Heitor dos Prazeres, Sinhô e João da Baiana. 
Concomitantemente à presença daqueles que, no futuro, se destacariam, mas que ainda eram meros jovens músicos, Ciata não deixava a desejar: ela liderava o partido-alto com autoridade, respondendo de maneira enérgica aos refrãos, e era hábil no domínio do "miudinho" - uma variante do samba executada com os pés alinhados, em que se destacava como uma mestra experiente. 
O seu domicílio consagrou-se como um ponto de encontro tradicional para as personalidades do samba carioca, a ponto de, nos primeiros anos dos desfiles das escolas de samba, tornar-se quase "imperativo" passar em frente à sua morada. 
As "rodas de samba" eram eventos habituais, nos quais os indivíduos mais experientes congregavam-se na sala principal, entoando canções de forma retumbante, enquanto os mais jovens ocupavam outros compartimentos, entoando o samba corrido. No pátio, ficavam aqueles que apreciavam a percussão ritmada. 
Naquela época, as reuniões de samba eram estritamente proibidas pela polícia. Entretanto, para os encontros na residência de Tia Ciata, as autoridades fechavam os olhos, em virtude da sua reputação como curadora. Consoante registros, Ciata teria providenciado o tratamento de uma ferida na perna do presidente Venceslau Brás, o qual, em agradecimento, atendeu ao seu pedido para garantir um emprego para o seu esposo: uma posição no gabinete do chefe de polícia. 

O primeiro samba gravado no Brasil Pelo Telefone, de autoria de Donga e Mauro de Almeida, foi composto na casa de Tia Ciata, em um dos vários encontros que aconteciam, entre o final de 1916 e o começo de 1917.

Buci Moreira (1909-1982) e Manoel Macaco. Moreira era neto de Tia Ciata.

## Candomblé
Por incentivo do pai de santo Bamboxê Obiticô, que era africano, Hilária foi iniciada no candomblé e se tornou mãe de santo, sendo confirmada como Ciata de Oxum. Como muitos outros afro-brasileiros da época, Tia Ciata manteve sua fé em segredo por muitos anos, devido à discriminação e ao estigma associados às religiões africanas no Brasil.
No Rio, tornou-se filha-de-santo de João Alabá, de Omulu, cuja casa era considerada uma filial carioca de uma dissidência do Ilê Iyá Nassô em Salvador, o Ilê Axé Opô Afonjá. Antes de ter sua própria casa de candomblé, tia Ciata chegou a ser Mãe Pequena (ou seja, a substituta imediata do Babalorixá) da casa de João Alabá, que ficava na rua Barão de São Félix, no caminho da zona portuária para a Cidade Nova. Também eram filhas-de-santo de Alabá outras baianas amigas de tia Ciata: tia Amélia do Aragão (Amélia Silvana de Araújo, mãe de Donga), tia Preciliana do Santo Amaro (Preciliana Maria Constança, mãe de João da Bahiana), tia Mônica, tia Bebiana, tia Gracinda (esposa do sacerdote islâmico Assumano Mina do Brasil), e tia Sadata.

## Últimos anos
Seu marido João Batista da Silva morreu em 13 de Julho de 1907, época em que Tia Ciata já era considerada uma autoridade e uma estrela no meio do samba carioca. Tinha respeito e popularidade, muito maiores do que qualquer personalidade negra da época. Todo o ano, durante o Carnaval, armava uma barraca na Praça Onze, onde eram lançadas as marchinhas, que ficariam famosas no Carnaval da cidade.

## Morte
Tia Ciata morreu em 10 de abril de 1924, na cidade do Rio de Janeiro, aos 70 anos e foi sepultada no cemitério de São Francisco Xavier no bairro Cajú.

## Homenagens
Algumas das principais homenagens feitas para Tia Ciata incluem:
- Monumento a Tia Ciata: inaugurado em 1996, na Praça Onze, no Rio de Janeiro, o monumento foi criado pelo escultor Humberto Cozzo e retrata Tia Ciata tocando pandeiro, acompanhada por outros músicos.[12]
- Cortejo da Ciata: evento multicultural que envolve vários grupos e coletivos de arte, de diversas linguaguens artisticas, existentes na cidade do Rio de Janeiro em homenagem a Tia Ciata, celebrando as primeiras rodas de samba, os ritos e os doces, as baianas da Praça Onze, o quintal com Pixinguinha, Donga, João da Baiana, e o encontro de dois personagens emblemáticos da cultura negra brasileira, separados pelo tempo e unidos pelo Distrito Cultural da Praça Onze e pela resistência cultural e étnica: Zumbi dos Palmares e Tia Ciata.[5][13]
- Enredo da escola de samba: em 1965, o Império Serrano homenageou Tia Ciata e outras personalidades da cultura afro-brasileira, com o samba-enredo intitulado "Aquarela Brasileira". [14]
- Livro Tia Ciata e a Pequena África no Rio de Janeiro: escrito pelo pesquisador Roberto Moura, faz um resgate histórico da importância de Tia Ciata para a cultura afro-brasileira.[15]
- Filme Tia Ciata - A Mãe do Samba: com direção e roteiro de Mariana Campos e Raquel Beatriz, o documentário de 2017 retrata a vida de Tia Ciata e sua importância para a cultura afro-brasileira e para o samba. O curta-metragem foi exibido em diversos festivais e recebeu prêmios nacionais e internacionais.[16]
- Livro Heroínas negras brasileiras: em 15 cordéis: escrito pela cordelista e poeta Jarid Arraes, o livro publicado em 2017 pela Editora Jandaíra (1ª edição), recebeu nova edição em 2020, sendo publicado pelo selo Seguinte, Editora Cia. das Letras. Tia Ciata é uma homenageadas na coleção de cordéis que resgata a memória de 15 personagens que lutaram pela sua liberdade e seus direitos, reivindicaram seu espaço na política e nas artes, levantaram sua voz contra a injustiça e a opressão. Além de Tia Ciata, encontramos a biografia de Antonieta de Barros, Aqualtune, Carolina Maria de Jesus, Dandara, Esperança Garcia, Eva Maria do Bonsucesso, Laudelina de Campos, Luisa Mahin, Maria Felipa, Maria Firmina, Mariana Crioula, Na Agontimé, Tereza de Benguela e Zacimba Gaba, em cordel e breve texto descritivo. No fim do livro é possível encontrar outras fontes de pesquisa sobre cada uma delas.[17]
- Ala das Baianas das escolas de samba surgiu em homenagem a Tia Ciata e outras quituteiras baianas, que permitiam que sambistas se reunissem em suas casas quando a atividade ainda era proibida por lei.[8]
- Parada Cidade do Samba Tia Ciata do VLT Carioca: Com a promulgação da Lei 7.260 de 17 de março de 2022[18][19] a parada da Linha 1 do VLT Carioca Cidade do Samba passou a se chamar Cidade do Samba Tia Ciata.